# 9.ª etapa del Tour de Francia 2019
La 9.ª etapa del Tour de Francia 2019 tuvo lugar el 14 de julio de 2019 entre Saint-Étienne y Brioude sobre un recorrido de 170 km y fue ganada por el sudafricano Daryl Impey del Mitchelton-Scott que batió al sprint al belga Tiesj Benoot del Lotto Soudal. El francés Julian Alaphilippe logró mantener el maillot jaune.

## Clasificación de la etapa
| \| Clasificación de la etapa \| Clasificación de la etapa \| Clasificación de la etapa \| Clasificación de la etapa \| Clasificación de la etapa \| \| Ciclista \| Ciclista \| Equipo \| Tiempo \| \| \| ------------------------- \| ------------------------- \| ------------------------- \| ------------------------- \| ------------------------- \| \| 1.º \| Daryl Impey \| Mitchelton-Scott \| 4 h 03 min 12 s \| \| \| 2.º \| Tiesj Benoot \| Lotto-Soudal \| + 0 s \| \| \| 3.º \| Jan Tratnik \| Bahrain-Merida \| + 10 s \| \| \| 4.º \| Oliver Naesen \| AG2R La Mondiale \| + 10 s \| \| \| 5.º \| Jasper Stuyven \| Trek-Segafredo \| + 10 s \| \| \| 6.º \| Nicolas Roche \| Team Sunweb \| + 14 s \| \| \| 7.º \| Marc Soler \| Movistar Team \| + 21 s \| \| \| 8.º \| Iván García Cortina \| Bahrain-Merida \| + 1 min 50 s \| \| \| 9.º \| Simon Clarke \| EF Education First \| + 1 min 50 s \| \| \| 10.º \| Anthony Delaplace \| Arkéa-Samsic \| + 2 min 42 s \| \| |                     |                    |                 |
| |                     |                    |                 |
| Fuente: ProCyclingStats |                     |                    |                 |
| Clasificación de la etapa |                     |                    |                 |
| Ciclista | Ciclista            | Equipo             | Tiempo          |
| 1.º | Daryl Impey         | Mitchelton-Scott   | 4 h 03 min 12 s |
| 2.º | Tiesj Benoot        | Lotto-Soudal       | + 0 s           |
| 3.º | Jan Tratnik         | Bahrain-Merida     | + 10 s          |
| 4.º | Oliver Naesen       | AG2R La Mondiale   | + 10 s          |
| 5.º | Jasper Stuyven      | Trek-Segafredo     | + 10 s          |
| 6.º | Nicolas Roche       | Team Sunweb        | + 14 s          |
| 7.º | Marc Soler          | Movistar Team      | + 21 s          |
| 8.º | Iván García Cortina | Bahrain-Merida     | + 1 min 50 s    |
| 9.º | Simon Clarke        | EF Education First | + 1 min 50 s    |
| 10.º | Anthony Delaplace   | Arkéa-Samsic       | + 2 min 42 s    |

## Clasificaciones al final de la etapa

### Clasificación general(Maillot Jaune)
| \| Clasificación general \| Clasificación general \| Clasificación general \| Clasificación general \| Clasificación general \| \| Ciclista \| Ciclista \| Equipo \| Tiempo \| \| \| --------------------- \| --------------------- \| --------------------- \| --------------------- \| --------------------- \| \| 1.º \| Julian Alaphilippe \| Deceuninck-Quick Step \| 38 h 37 min 36 s \| \| \| 2.º \| Giulio Ciccone \| Trek-Segafredo \| + 23 s \| \| \| 3.º \| Thibaut Pinot \| Groupama-FDJ \| + 53 s \| \| \| 4.º \| George Bennett \| Team Jumbo-Visma \| + 1 min 10 s \| \| \| 5.º \| Geraint Thomas \| Team Ineos \| + 1 min 12 s \| \| \| 6.º \| Egan Bernal \| Team Ineos \| + 1 min 16 s \| \| \| 7.º \| Steven Kruijswijk \| Team Jumbo-Visma \| + 1 min 27 s \| \| \| 8.º \| Rigoberto Urán \| EF Education First \| + 1 min 38 s \| \| \| 9.º \| Jakob Fuglsang \| Astana \| + 1 min 42 s \| \| \| 10.º \| Emanuel Buchmann \| Bora-Hansgrohe \| + 1 min 45 s \| \| |                    |                       |                  |
| |                    |                       |                  |
| Fuente: ProCyclingStats |                    |                       |                  |
| Clasificación general |                    |                       |                  |
| Ciclista | Ciclista           | Equipo                | Tiempo           |
| 1.º | Julian Alaphilippe | Deceuninck-Quick Step | 38 h 37 min 36 s |
| 2.º | Giulio Ciccone     | Trek-Segafredo        | + 23 s           |
| 3.º | Thibaut Pinot      | Groupama-FDJ          | + 53 s           |
| 4.º | George Bennett     | Team Jumbo-Visma      | + 1 min 10 s     |
| 5.º | Geraint Thomas     | Team Ineos            | + 1 min 12 s     |
| 6.º | Egan Bernal        | Team Ineos            | + 1 min 16 s     |
| 7.º | Steven Kruijswijk  | Team Jumbo-Visma      | + 1 min 27 s     |
| 8.º | Rigoberto Urán     | EF Education First    | + 1 min 38 s     |
| 9.º | Jakob Fuglsang     | Astana                | + 1 min 42 s     |
| 10.º | Emanuel Buchmann   | Bora-Hansgrohe        | + 1 min 45 s     |

### Clasificación por puntos(Maillot Vert)
| Clasificación por puntos | Clasificación por puntos | Clasificación por puntos | Clasificación por puntos | Clasificación por puntos |
| Ciclista                 | Ciclista                 | Equipo                   | Puntos                   |                          |
| ------------------------ | ------------------------ | ------------------------ | ------------------------ | ------------------------ |
| 1.º                      | Peter Sagan              | Bora-Hansgrohe           | 204 pts                  |                          |
| 2.º                      | Michael Matthews         | Team Sunweb              | 144 pts                  |                          |
| 3.º                      | Sonny Colbrelli          | Bahrain-Merida           | 129 pts                  |                          |
| 4.º                      | Elia Viviani             | Deceuninck-Quick Step    | 128 pts                  |                          |
| 5.º                      | Jasper Stuyven           | Trek-Segafredo           | 103 pts                  |                          |
| 6.º                      | Matteo Trentin           | Mitchelton-Scott         | 90 pts                   |                          |
| 7.º                      | Greg Van Avermaet        | CCC Team                 | 81 pts                   |                          |
| 8.º                      | Caleb Ewan               | Lotto-Soudal             | 76 pts                   |                          |
| 9.º                      | Julian Alaphilippe       | Deceuninck-Quick Step    | 69 pts                   |                          |
| 10.º                     | Dylan Groenewegen        | Team Jumbo-Visma         | 66 pts                   |                          |

### Clasificación de la montaña(Maillot à Pois Rouges)
| Clasificación de la montaña | Clasificación de la montaña | Clasificación de la montaña | Clasificación de la montaña | Clasificación de la montaña |
| Ciclista                    | Ciclista                    | Equipo                      | Puntos                      |                             |
| --------------------------- | --------------------------- | --------------------------- | --------------------------- | --------------------------- |
| 1.º                         | Tim Wellens                 | Lotto-Soudal                | 43 pts                      |                             |
| 2.º                         | Thomas de Gendt             | Lotto-Soudal                | 37 pts                      |                             |
| 3.º                         | Giulio Ciccone              | Trek-Segafredo              | 30 pts                      |                             |
| 4.º                         | Xandro Meurisse             | Wanty-Gobert                | 27 pts                      |                             |
| 5.º                         | Dylan Teuns                 | Bahrain-Merida              | 13 pts                      |                             |
| 6.º                         | Natnael Berhane             | Cofidis, Solutions Crédits  | 13 pts                      |                             |
| 7.º                         | Benjamin King               | Dimension Data              | 13 pts                      |                             |
| 8.º                         | Tiesj Benoot                | Lotto-Soudal                | 12 pts                      |                             |
| 9.º                         | Daryl Impey                 | Mitchelton-Scott            | 10 pts                      |                             |
| 10.º                        | Toms Skujiņš                | Trek-Segafredo              | 9 pts                       |                             |

### Clasificación del mejor joven(Maillot Blanc)
| Clasificación del mejor joven | Clasificación del mejor joven | Clasificación del mejor joven | Clasificación del mejor joven | Clasificación del mejor joven |
| Ciclista                      | Ciclista                      | Equipo                        | Tiempo                        |                               |
| ----------------------------- | ----------------------------- | ----------------------------- | ----------------------------- | ----------------------------- |
| 1.º                           | Giulio Ciccone                | Trek-Segafredo                | 38 h 37 min 59 s              |                               |
| 2.º                           | Egan Bernal                   | Team Ineos                    | + 53 s                        |                               |
| 3.º                           | Enric Mas                     | Deceuninck-Quick Step         | + 1 min 23 s                  |                               |
| 4.º                           | David Gaudu                   | Groupama-FDJ                  | + 1 min 52 s                  |                               |
| 5.º                           | Maximilian Schachmann         | Bora-Hansgrohe                | + 22 min 47 s                 |                               |
| 6.º                           | Laurens De Plus               | Team Jumbo-Visma              | + 23 min 37 s                 |                               |
| 7.º                           | Gregor Mühlberger             | Bora-Hansgrohe                | + 25 min 58 s                 |                               |
| 8.º                           | Tiesj Benoot                  | Lotto-Soudal                  | + 26 min 26 s                 |                               |
| 9.º                           | Wout van Aert                 | Team Jumbo-Visma              | + 33 min 58 s                 |                               |
| 10.º                          | Nils Politt                   | Katusha-Alpecin               | + 35 min 57 s                 |                               |

### Clasificación por equipos(Classement par Équipe)
| Clasificación por equipos | Clasificación por equipos | Clasificación por equipos | Clasificación por equipos |
| Equipo                    | Equipo                    | Tiempo                    |                           |
| ------------------------- | ------------------------- | ------------------------- | ------------------------- |
| 1.º                       | Trek-Segafredo            | 116 h 12 min 24 s         |                           |
| 2.º                       | Movistar Team             | + 1 min 50 s              |                           |
| 3.º                       | EF Education First        | + 15 min 24 s             |                           |
| 4.º                       | Mitchelton-Scott          | + 17 min 21 s             |                           |
| 5.º                       | Groupama-FDJ              | + 17 min 59 s             |                           |
| 6.º                       | Bora-hansgrohe            | + 18 min 58 s             |                           |
| 7.º                       | Team Jumbo-Visma          | + 21 min 04 s             |                           |
| 8.º                       | AG2R La Mondiale          | + 22 min 55 s             |                           |
| 9.º                       | UAE Team Emirates         | + 27 min 18 s             |                           |
| 10.º                      | Ineos                     | + 28 min 48 s             |                           |

## Abandonos
- Alessandro De Marchi, tras una dura caída al inicio de la etapa en la que tuvo que ser trasladado al hospital, no completó el recorrido de la misma.[2]